# Skroda (dopływ Pisy)

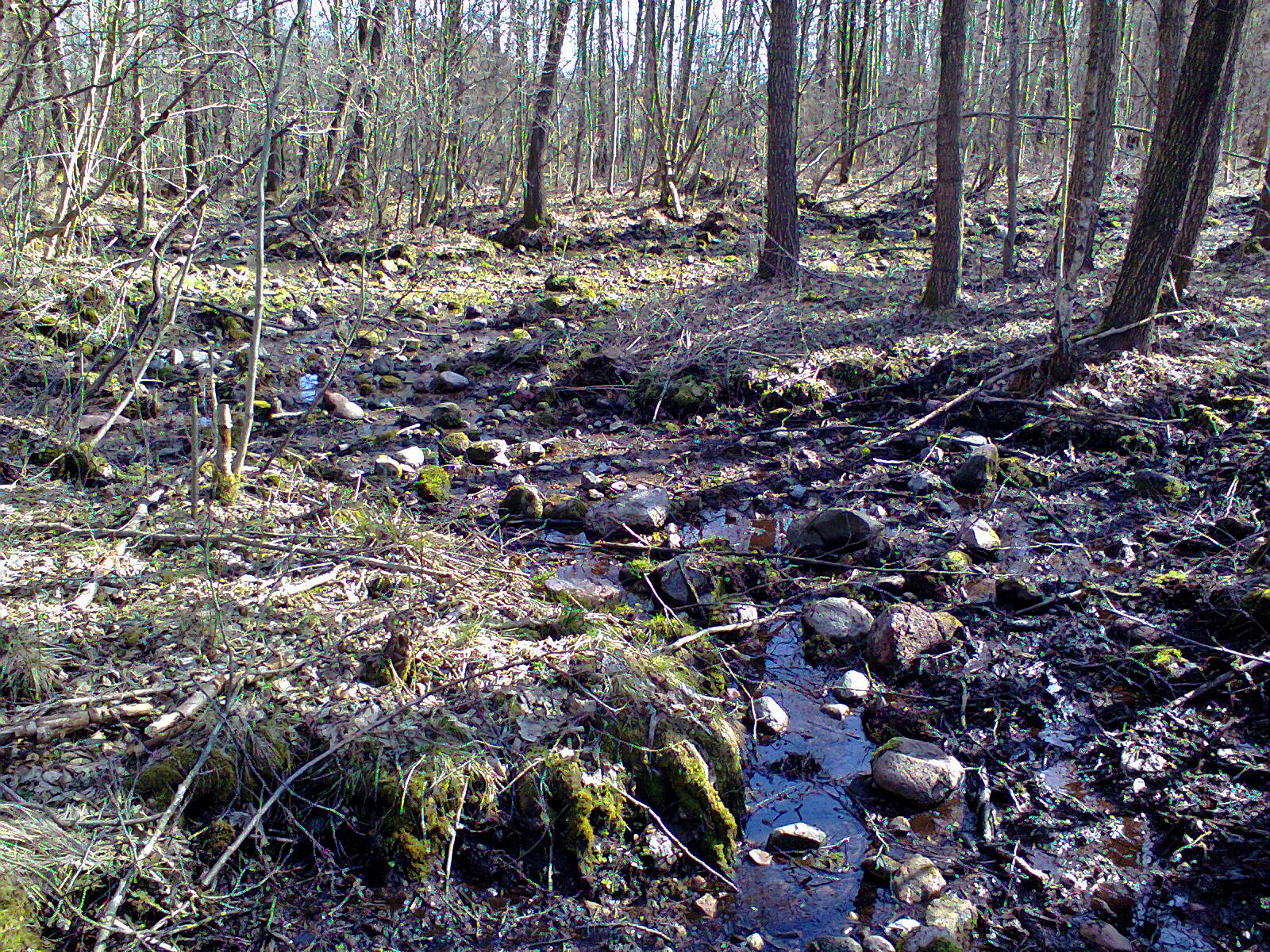
Źródło Skrody

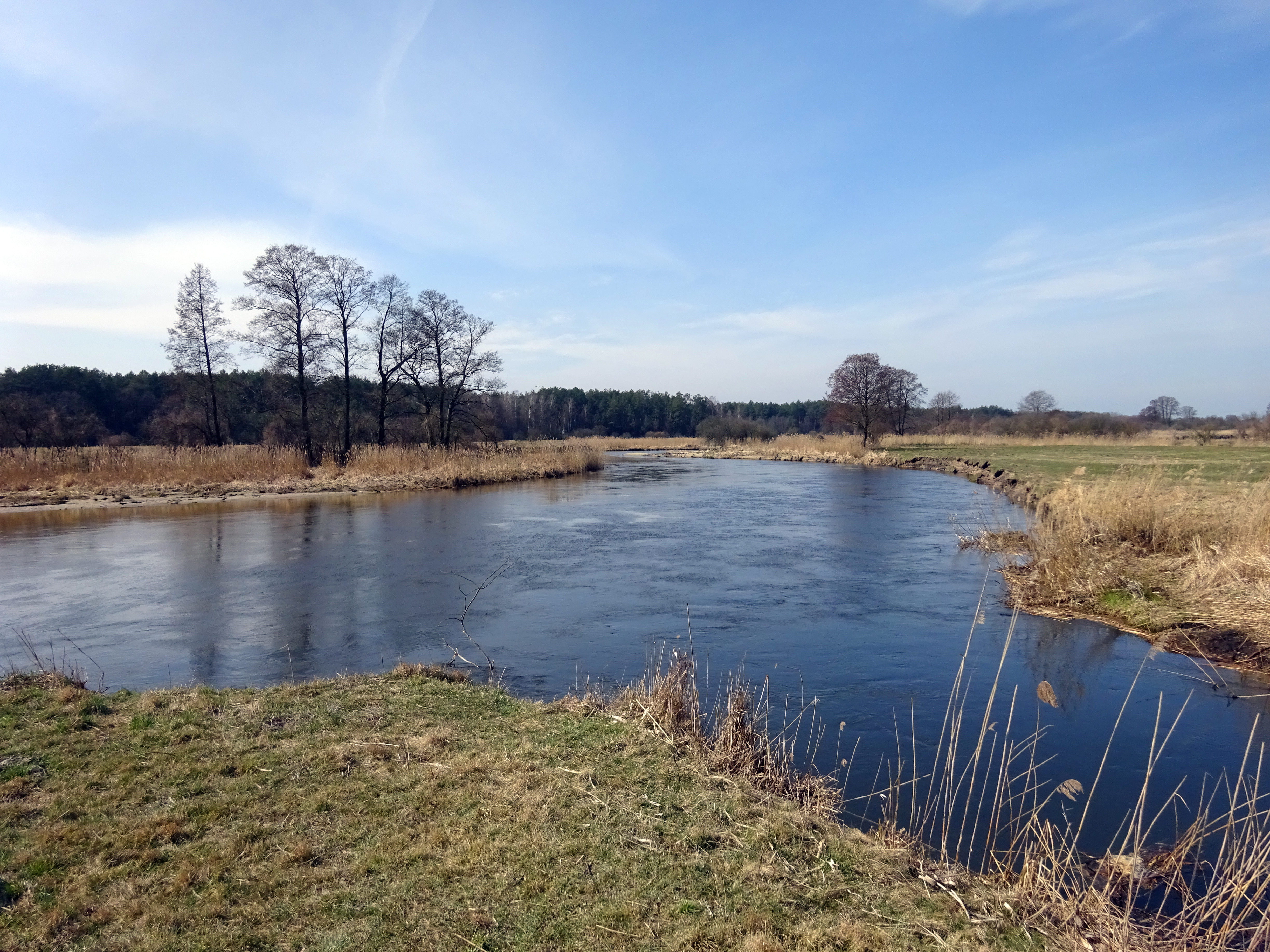
Ujście Skrody do Pisy

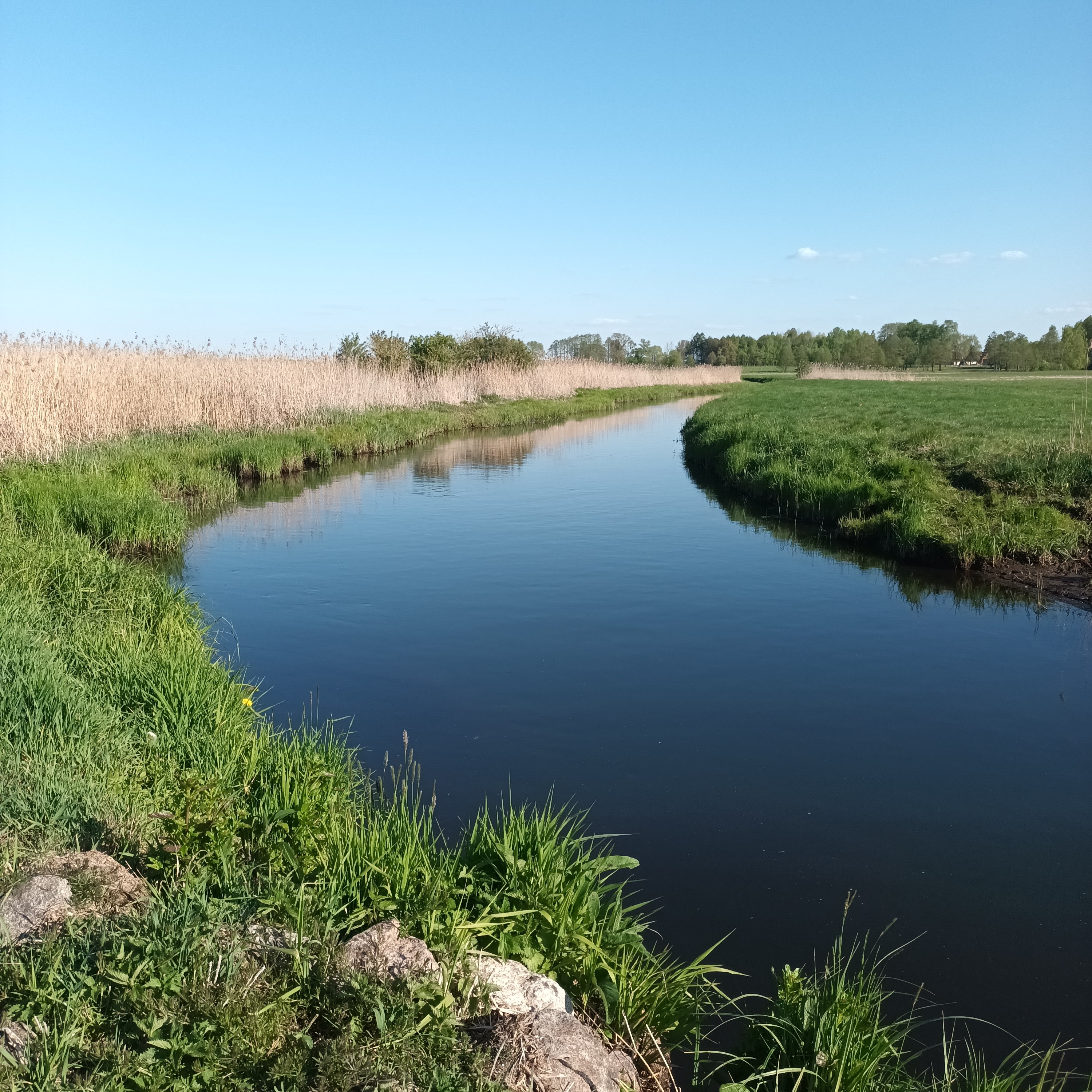
Skroda w okolicy wsi Janowo

Skroda – rzeka w Polsce w północno-zachodniej części województwa podlaskiego w powiecie kolneńskim, lewy dopływ Pisy. Przepływa ona przez trzy gminy powiatu kolneńskiego: Grabowo, Stawiski, Mały Płock i Kolno. Jednym z głównych dopływów jest rzeka Dzierzbia, która stanowiąc lewy dopływ uchodzi w okolicy miejscowości Budziski, gm. Stawiski.
- Źródła w okolicach wsi Andrychy[2][3]
- Ujście do rzeki Pisy w okolicy Rudki-Skrody